# Robert Emmett Jones junior

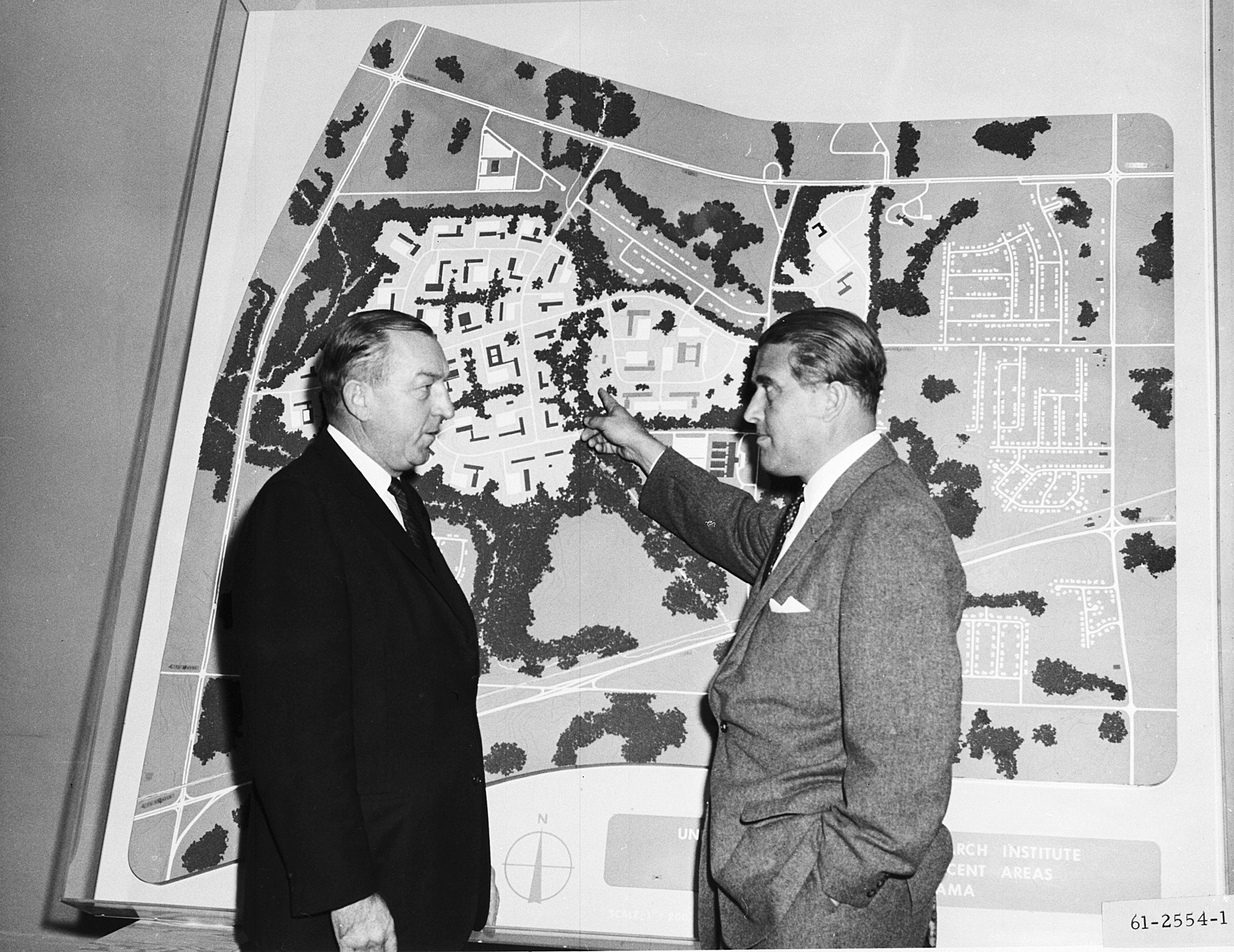
Robert Jones (links) mit Wernher von Braun

Robert Emmett Jones junior (* 21. Juni 1912 in Scottsboro, Alabama; † 4. Juni 1997 in Florence, Alabama) war ein US-amerikanischer Politiker und vertrat den Bundesstaat Alabama im Repräsentantenhaus der Vereinigten Staaten.

## Werdegang
Robert Emmett Jones, Jr. wurde am 21. Juni 1912 in Scottsboro im Jackson County geboren, wo er die öffentliche Schule besuchte. Er graduierte an der Rechtsabteilung der University of Alabama in Tuscaloosa am 7. Januar 1937. Seine Zulassung als Anwalt bekam er im selben Jahr und eröffnete eine Praxis in Scottsboro. Im Juli 1940 wurde er zum Richter des Jackson County Court gewählt und im Mai 1945 wiedergewählt. Er hatte das Amt des Richters bis Oktober 1946 inne. Danach ging er in die United States Navy, wo er als Schießwesenoffizier auf beiden Kriegsschauplätzen im Atlantik und Pazifik zwischen Dezember 1943 und Februar 1946 diente.
Nach dem Krieg wurde er am 28. Januar 1947 als Demokrat in einer außerordentlichen Wahl in den 80. Kongress der Vereinigten Staaten gewählt, um den freien Platz zu füllen, der durch den Rücktritt von John J. Sparkman entstanden war. Danach wurde er noch weitere 14 Mal in den Kongress wiedergewählt. Er verübte seinen Dienst im Kongress zwischen dem 28. Januar 1947 und dem 3. Januar 1977. In dieser Zeit war er Vorsitzender des Committee on Public Works and Transportation (84. Kongress). 1976 entschloss sich Jones, nicht mehr für den 95. Kongress zu kandidieren.
Robert Emmett Jones, Jr. starb am 4. Juni 1997.